# 댐퍼 (빵)
댐퍼(영어: Damper)는 오스트레일리아의 소다빵이다. 밀가루에 소량의 물을 첨가해 만들어지며, 캠프파이어의 석탄으로 굽는 경우가 많다. 이 빵은 뉴질랜드의 캠핑 현장에서도 찾아볼 수 있다.
댐퍼는 외딴 지역을 돌아다니던 한 목축업자에 의해 처음 개발되었다. 그의 댐퍼는 오직 밀가루와 설탕만으로 만들어졌으며, 고기 또한 들어갔다는 설도 있다. 현재의 댐퍼는 보통 밀가루와 물로 만들어지며, 때때로 우유를 넣기도 한다. 베이킹 소다 또한 발효를 위해 들어갈 수 있다. 빵을 구울 때는 캠프파이어에서 발생하는 열로 굽는다. 종종 더치 오븐을 사용하여 굽기도 한다. 댐퍼는 주로 말린 고기나 골든 시럽과 함께 제공된다.
댐퍼는 오스트레일리아 토착민에게 유명하다. 오세아니아 지방의 캠퍼 이외에도 많은 캠퍼들에게 댐퍼는 유명한 음식이다. 많은 빵집에서도 댐퍼를 찾을 수 있다.

## 같이 보기
- 부시브레드
- 부시 터커
- 토르티야